# Heberger
Die Heberger GmbH (Eigenschreibweise HEBERGER) ist ein deutsches Bauunternehmen mit Sitz im rheinland-pfälzischen Schifferstadt. Die Gruppe erzielt in Europa und im Nahen Osten mit etwa 1.350 Mitarbeitenden jährlich einen Umsatz von ca. 300 Millionen Euro.

## Geschichte

Ehemaliges Logo

Weiteres ehemaliges Logo

Gegründet wurde Heberger 1948 durch Maurermeister Jakob Heberger. Ab 1974 begann das Unternehmen mit seinem Auslandsgeschäft.

## Niederlassungen und Tochterunternehmen
Die Heberger Gruppe besteht aus der Hauptverwaltung, drei nationalen Niederlassungen sowie 18 Tochter- bzw. Schwesterunternehmen.

### Hauptverwaltung
- Heberger GmbH (Schifferstadt)

### Niederlassungen (national)
- Niederlassung Rhein-Main (Mainz)

### Tochter- und Schwesterunternehmen (national und international)
- Heberger System-Bau GmbH und Fertigteilwerk (Neulußheim)
- Heberger Immobilien GmbH (Schifferstadt)
- Heberger CZ s.r.o.(Prag, Tschechien)
- Heberger Española S.A. (Granada und Mallorca, Spanien)
- Heberger Portuguesa LDA (Portugal)
- HebergerR ROMANIA S.R.L. (Bukarest, Rumänien)
- Bautra-Bau GmbH (St. Ingbert)
- Car-Management GmbH (Delitzsch)
- Finsterwalder Bau-Union GmbH (Sonnewalde, Leipzig und Berlin)
- Franz Josef Meixler GmbH & Co. KG (Mainz)
- Hellweg Badsysteme GmbH & Co. KG (Schifferstadt und Prag)
- KBS inženýrská projektová kancelář s.r.o (Prag, Tschechien)
- Markstahler+Barth GmbH (Karlsruhe)
- Petry Stahlbau (Alterkülz)
- Prefa Praha a.s. (Prag, Tschechien)

## Leistungen
Heberger ist spezialisiert auf den Industrie-, Hoch-, Ingenieur- und Tiefbau, die Projektentwicklung sowie die Produktion von Stahlbetonfertigteilen und Fertigbädern.